# Clopin Trouillefou
Clopin Trouillefou est  un personnage du roman Notre-Dame de Paris de Victor Hugo.

## Le personnage dans le roman
Chef des gitans, il s'occupe de protéger la Esmeralda depuis que la mère de celle-ci est "morte" (Esméralda est en réalité une enfant enlevée, fille de Pâquette la Chantefleurie, devenue Sœur Gudule, la recluse du Trou-aux-rats).
Dans l'histoire, Clopin perturbe la pièce de Pierre Gringoire, mendiant de l'argent au public. Plus tard dans la nuit, Gringoire le retrouve à la Cour des Miracles, où Clopin se révèle non pas comme un mendiant, mais comme le roi des Truands (les criminels et les parias de Paris). Il s'apprête à exécuter Gringoire pour intrusion, jusqu'à ce que la belle Esmeralda accepte de l'épouser afin de le sauver. Il se révèle être un ami du tuteur d'Esmeralda, le duc d'Égypte, qui est également l'une des figures d'autorité de sa cour.
Vers la fin du roman, Clopin reçoit la nouvelle de l'exécution prochaine d'Esmeralda pour la tentative de meurtre sur le capitaine Phoebus. Afin de la sauver, il réunie tous les Truand pour attaquer la cathédrale Notre-Dame où Esmeralda est protégée par Quasimodo. En réponse à l'assaut, Quasimodo riposte avec des pierres, du bois et du plomb fondu. Victor Hugo note que Clopin meurt courageusement lors de l'attaque.

## Dans le film Disney
Sa position est ambiguë : il raconte l'histoire tout en y prenant part, et se présente tour à tour comme un obstacle à la progression des héros, puis comme un adjuvant. L'esthétique disneyienne a également transformé le truand en saltimbanque haut en couleur, quoique toujours enclin à la malhonnêteté, mais susceptible de plaire aux enfants.
Ce qui est remarquable cependant si on établit un lien avec les œuvres de Victor Hugo, c'est que Clopin partage avec les bouffons de sa pièce Cromwell l'idée d'un personnage de fou beaucoup plus conscient de ce qui se passe que tous les autres, qui rendus fous par la passion rendent l'ancien fou lucide dans son commentaire en tant que narrateur.

## Adaptations
- Le Roman de Victor Hugo a été adapté de nombreuses fois au cinéma et à la télévision : voir Notre-Dame de Paris .